# Argentino Hotel
O Argentino Hotel é o maior complexo hoteleiro da cidade de Piriápolis, Uruguai.

## História
O projeto foi idealizado pelo empresário Francisco Piria, que o concebeu para 1.200 hóspedes. Em 1920, o presidente uruguaio Baltasar Brum lançou sua pedra fundamental. Custou 5 milhões de pesos e, na época, era um dos maiores hotéis da América do Sul. Este edifício tem 120 metros de largura, 70 metros de profundidade e 6 andares. No térreo, já estavam planejadas as primeiras instalações para talassoterapia, com chuveiros e banheiras para banhos quentes e frios de água do mar, uma seção de ginástica sueca, salões de cabeleireiro, entre outros. Para o mobiliário, Piria trouxe roupas de cama da Itália, louças da Alemanha, vidraria da Checoslováquia e móveis da Áustria. Da entrada, uma escada convida a subir para os quartos, com um vitral de cinco metros quadrados com inúmeras cores iridescentes.
O arquiteto do hotel foi Pierre Guichot.
Inaugurado em 24 de dezembro de 1930, foi por vários anos o maior hotel da América do Sul. O cassino do hotel está localizado na ala esquerda. O acesso ao público é feito por uma escada e os hóspedes pelo corredor esquerdo no térreo.
Em 1942, o Estado uruguaio adquiriu o Hotel Argentino e lhe concedeu uma concessão em 1958. Em 1993, foi declarado Monumento Histórico do Uruguai e, em 2008, Sítio de Importância Patrimonial. O Argentino Hotel pertence ao Estado uruguaio e é administrado sob uma concessão de 30 anos pelo Grupo Méndez Requena (Nifelar S.A.) , de 2017 a 2047.
O Argentino Hotel recebeu a certificação de acessibilidade física, em conformidade com a norma UNIT 200.
Em 2021, tornou-se um hotel "pet friendly", permitindo que cães de pequeno porte acompanhem seus donos.
O hotel dispõe de três piscinas com temperaturas diferentes: duas internas e uma externa com escorregador e trampolim.

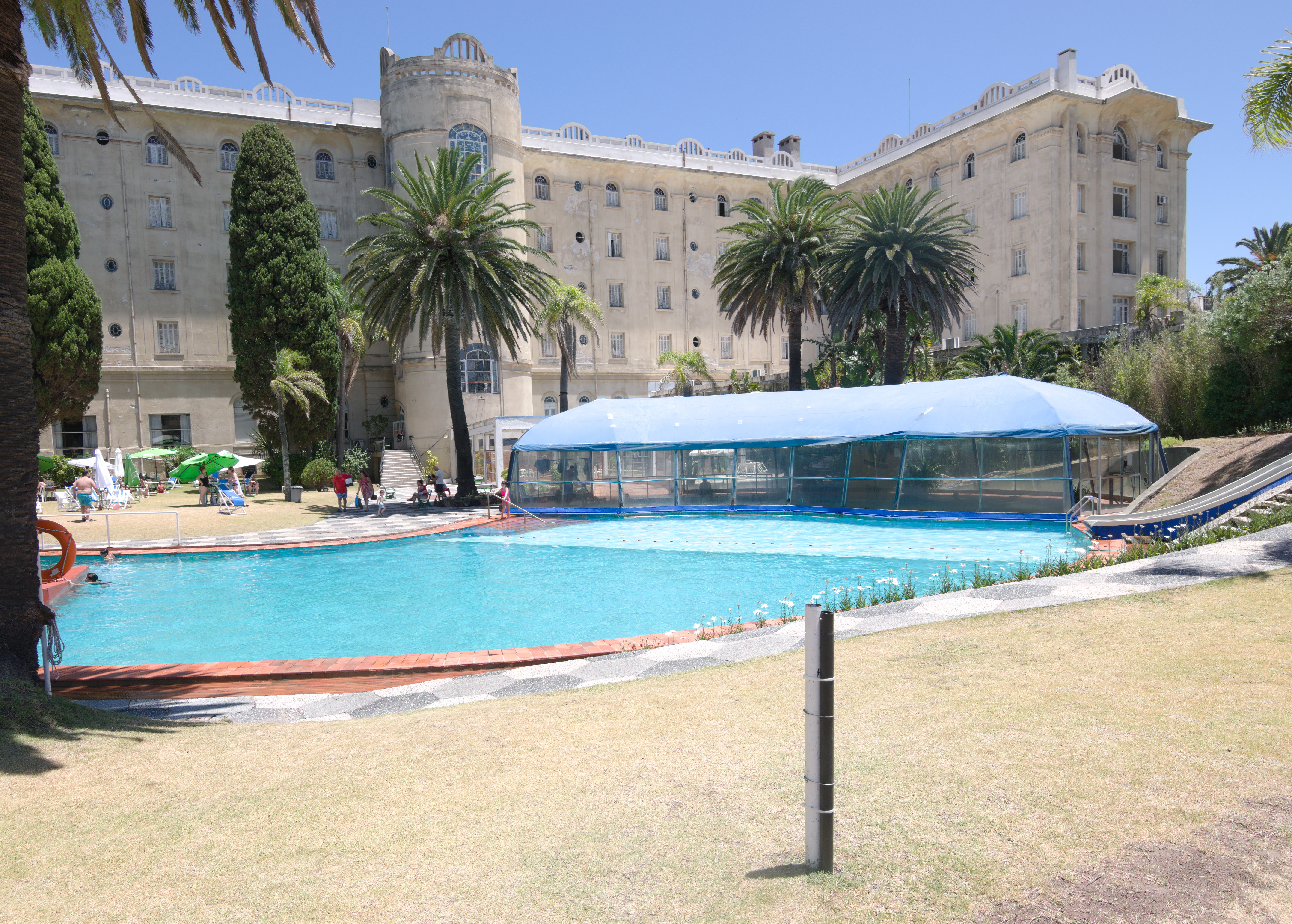
Piscina exterior em 2023.
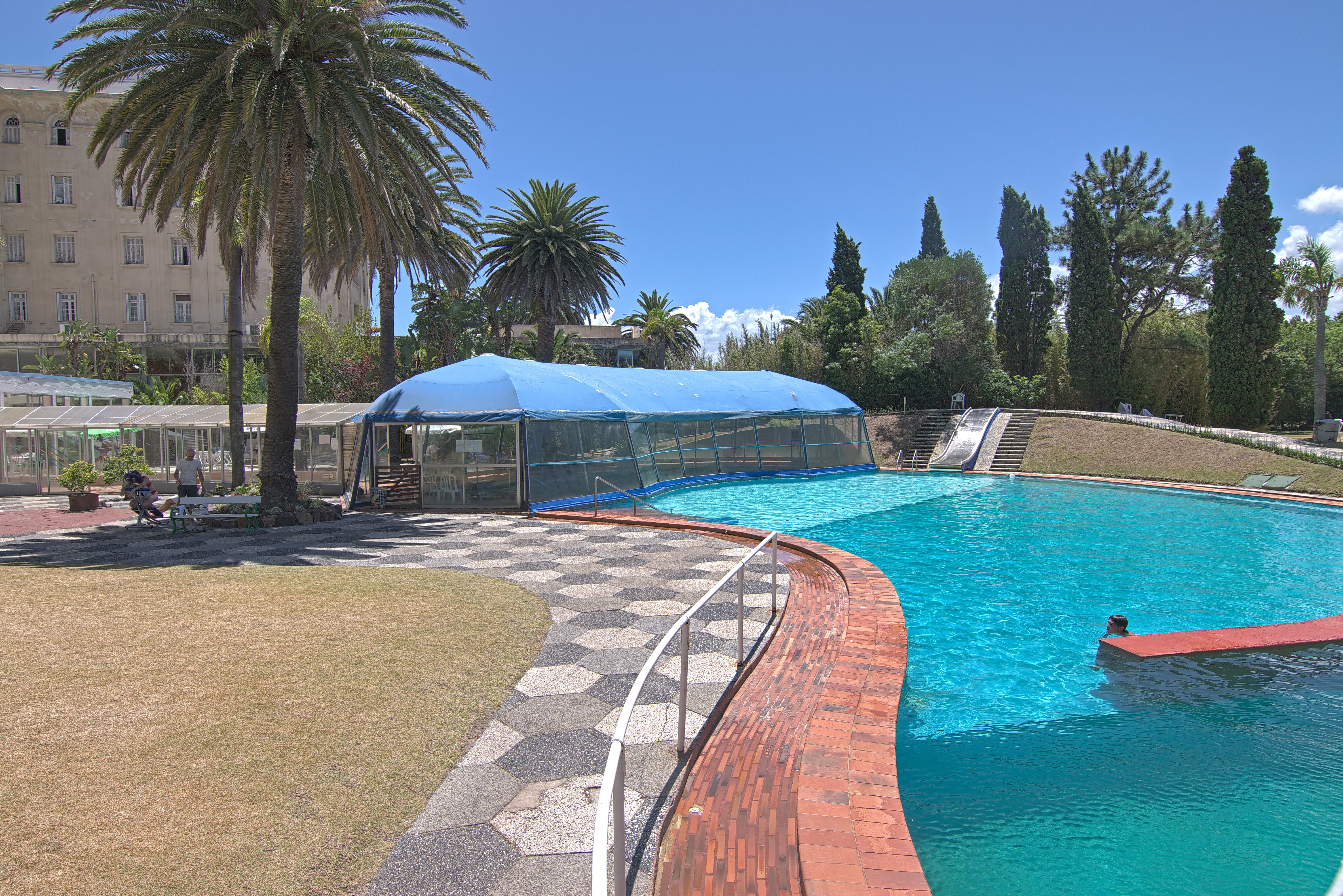
Piscina exterior em 2023.
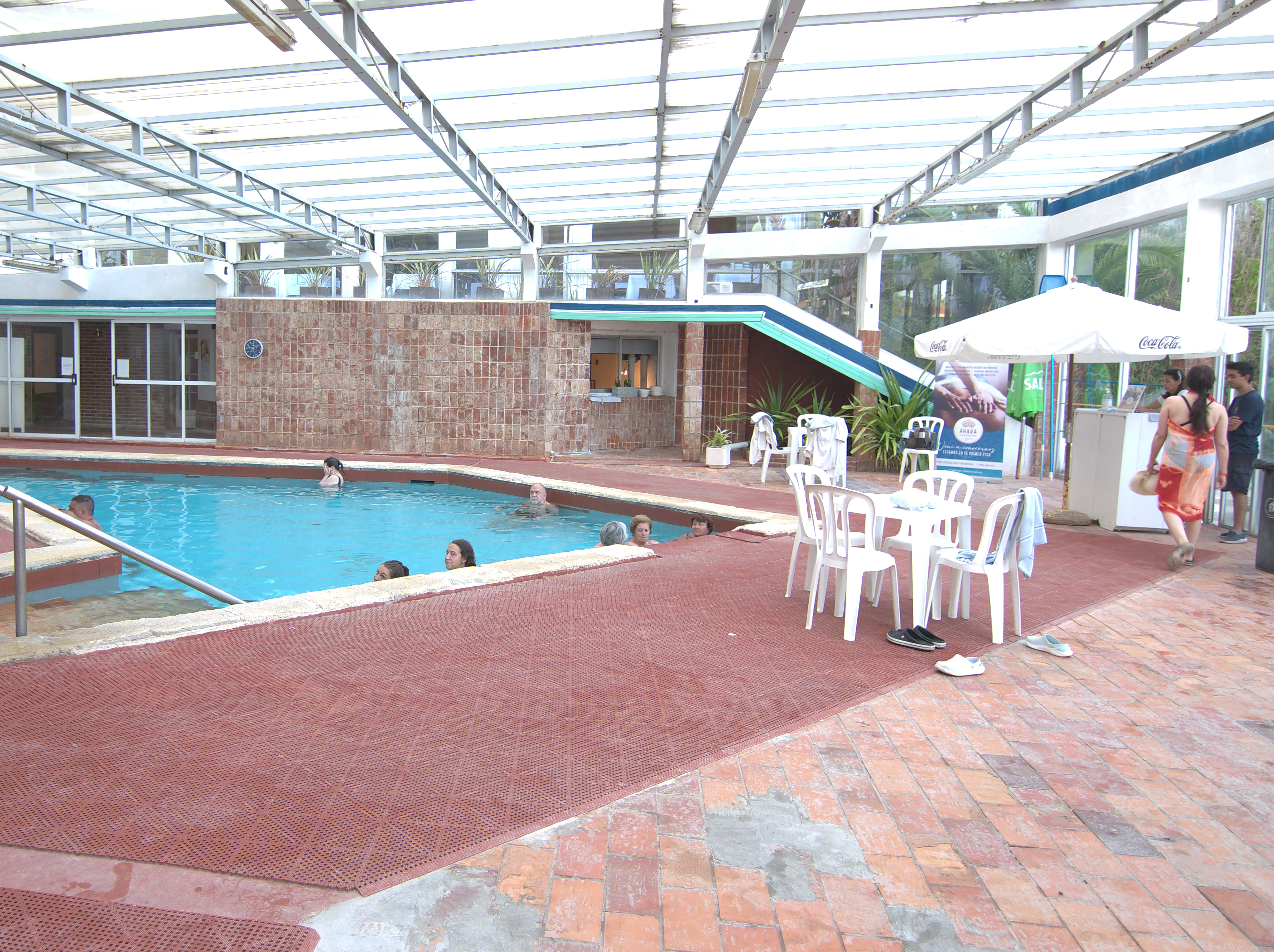
Piscina interior em 2023.

## Salões
O hotel dispõe de dois salões importantes: o Salão Aquário e o Salão Dourado. O Salão Aquário serve o café da manhã do hotel e oferece um serviço de confeitaria aberto ao público. O Salão Dourado recebe apresentações de livros, palestras e concertos de diferentes estilos. Personalidades musicais como Albana Barrocas, Edison Mouriño, Felipe Rubini, e outros já se apresentaram no Salão Dourado. Personalidades literárias e palestrantes como Ludovica Squirru, Marciano Durán e outros também se apresentaram neste salão.

## Festival
O hotel sedia o Festival Internacional de Cinema de Piriápolis, uma mostra audiovisual para cineastas nacionais e internacionais. Oferece exibição gratuita de uma seleção de filmes, curtas-metragens e longas-metragens de todos os gêneros. Também realiza uma competição de cinema latino-americano e premia atores e atrizes de destaque.

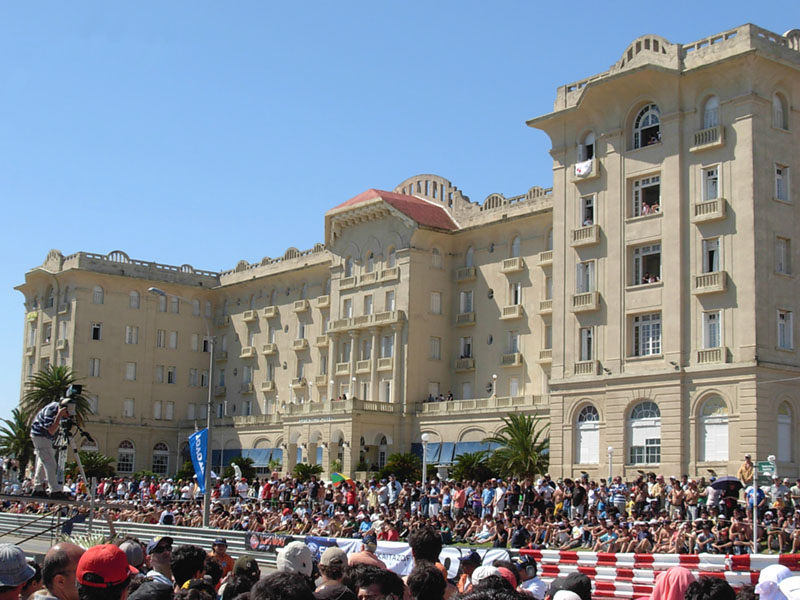
Público em frente ao Argentino Hotel durante o Grande Prêmio de Piriápolis de 2008.

## Automobilismo
O Grande Prêmio de Piriápolis de Automobilismo passou em frente ao hotel. Inclusive a corrida automobilística de 2022 teve sua largada na frente do hotel.

## Ficção
Parte do filme uruguaio Whisky foi filmado nas instalações do hotel.
A ação da segunda parte do romance Asesinato en el hotel de baños, de Juan Grompone, se passa no hotel.
Parte do filme uruguaio Estoy por casarme (1991), de Manuel Lamas, também foi gravado no hotel, detalhando os serviços oferecidos. O filme foi exibido pela primeira vez em um quarto do hotel.[carece de fontes?]